# Lista över astronomer
Lista över kända astronomer, sorterade efter efternamn:

## A
- Susanne Aalto (Sverige, 1964–)
- Marc Aaronson (USA, 1950–1987)
- Cleveland Abbe (USA, 1838–1916)
- George Ogden Abell (USA, 1927–1983)
- Antonio Abetti (Italien, 1846–1928)
- John Couch Adams (England, 1819–1892)
- Walter Adams (USA, 1876–1956)
- George Biddell Airy (England, 1801–1892)
- Zinajida Aksentjeva (Sovjetunionen / Ukraina, 1900–1969)
- Al-Battani (Irak, 850–929)
- Vladimir Albitskij (Sovjetunionen / Ryssland, 1891–1952)
- Hannes Alfvén (Sverige, 1908–1995)
- Heikki A. Alikoski (Finland, 1912–1997)
- Alfred Angot (Frankrike, 1848–1924)
- Petrus Apianus (Tyskland, 1495–1552)
- François Jean Dominique Arago (Frankrike, 1786–1853)
- Sylvain Julien Victor Arend (Belgien, 1902–1992)
- Aristarchos (Samos, cirka 310 f.Kr.–cirka 230 f.Kr.)
- Aristillos (omkring 300 f.Kr.)
- Christoph Arnold (Tyskland, 1650–1695)
- Aryabhata  (Indien 476 - 550)
- Sten Asklöf (Sverige, 1895–1959)
- Bror Asplind (Sverige, 1890–1954)
- Friedrich Emil von Asten (Tyskland, 1842–1878)
- Petrus Astronomus (Sverige, ?–1513)
- Pehr Aurén (Sverige, 1761–1842)
- Arthur Auwers (Tyskland, 1838–1915)
- Anthony Aveni (USA, 1938– )

## B
- Walter Baade (Tyskland, 1893–1960)
- Johan Oskar Backlund, (Sverige, 1846–1916)
- John Bahcall (USA, 1934– )
- Jean Sylvain Bailly (Frankrike, 1736–1793)
- Leo de Ball (Tyskland / Österrike, 1852–1916)
- Odette Bancilhon (Frankrike, 1908–1998)
- Benjamin Banneker (USA, 1731–1806)
- Yoshiaki Banno (Japan, 1952–1991)
- Travis Barman (USA, ?- )
- Edward Barnard (USA, 1857–1923)
- Sergio Barros (Chile, ?- )
- Johann Bayer (Tyskland, 1572–1625)
- Wilhelm Beer (Tyskland, 1797–1850)
- Ulug Beg (Persien, 1394–1449)
- Sergej Beljavskij (Ryssland / Sovjetunionen, 1883–1953)
- Jocelyn Bell (Irland, 1943– )
- Bob Berman (USA, ?- )
- Friedrich Wilhelm Bessel (Tyskland, 1784–1846)
- George Van Biesbroeck (Belgien / USA, 1880–1974)
- Johann Elert Bode (Tyskland, 1747–1826)
- Alfred Bohrmann (Tyskland, 1904–2000)
- Bart Bok (Nederländerna, 1906–1983)
- Charles Thomas Bolton (USA, 1943– )
- George Phillips Bond (USA, 1825–1865)
- William Cranch Bond (USA, 1789–1859)
- Roger-Maurice Bonnet (Frankrike, 1937– )
- Alphonse Borrelly (Frankrike, 1842–1926)
- Ruđer Josip Bošković (Dalmatien, 1711–1787)
- Benjamin Boss (USA, 1880–1970)
- Paul Bourgeois (Belgien, 1898–1974)
- Alexis Bouvard (Frankrike, 1767–1843)
- Nathaniel Bowditch (USA, 1776–1838)
- Edward L.G. Bowell (USA, 1943– )
- Louis Boyer (Frankrike, 1901–1999)
- James Bradley (England, 1693–1762)
- Sidsel Brahe (Danmark, 1580–?)
- Sophie Brahe (Danmark, 1556–1643)
- Tycho Brahe (Danmark, 1546–1601)
- Brahmagupta  (Indien, 598 – 668)
- Alexis Brandeker (Sverige, 1974– )
- Axel Brandenburg (Tyskland, 1959– )
- Carl Bremiker (Tyskland, 1804–1877)
- Victor A. Brumberg (Ryssland, 1933– )
- Jacobus Albertus Bruwer (Sydafrika, 1915– )
- Jevgenia Bugoslavskaja (Sovjetunionen, 1899–1960)
- Geoffrey Burbidge, (England / USA, 1925–2010 )
- Margaret Burbidge, (England, 1919–2020 )
- Bella Burnasjeva (Sovjetunionen / Ryssland, 1944– )
- Carl Burrau (Danmark, 1867–1944)
- Schelte J. Bus (USA, 1956– )

## C
- Niccolò Cacciatore (Italien, 1770–1841)
- Antonio Cagnoli (Italien, 1743–1816)
- Annie Jump Cannon (USA, 1863–1941)
- Luigi Carnera (Italien, 1875–1962)
- Giovanni Domenico Cassini (Frankrike, 1625–1712)
- Jacques Cassini (Frankrike, 1677–1756)
- Bonaventura Cavalieri (Italien, 1598–1647)
- Anders Celsius (Sverige, (1701–1744)
- Catherine Cesarsky (Frankrike, 1943– )
- Subrahmanyan Chandrasekhar (Indien, USA, 1910–1995)
- Auguste Charlois (Frankrike, 1864–1910)
- William Chauvenet (USA, 1820–1870)
- Dennis K. Chesney (USA, ?- )
- Vincenzo Chiminello (Italien, 1741–1815)
- James Christy (USA, 1938– )
- Alexis Claude Clairault (Frankrike, 1713–1765)
- Edwin Foster Coddington (USA, 1870–1950)
- S. Cofré (Chile, ?- )
- Per Collinder (Sverige, 1890–1975)
- Walter R. Cooney, Jr. (USA, ?- )
- Ralph Copeland (Storbritannien, 1837–1905)
- Nicolaus Copernicus (Ryssland, 1473–1543)
- Fernand Courty (Frankrike, 1862–1921)
- Paul Couteau (Frankrike, 1923–2014)
- Nicolaus Cusanus (Tyskland, 1401–1464)

## D
- André-Louis Danjon (Frankrike, 1890–1967)
- Conrad Dasypodius (Schweiz, 1530–1600)
- Jean Baptiste Joseph Delambre (Frankrike, 1749–1822)
- Charles-Eugène Delaunay (Frankrike, 1816–1872)
- Joseph Nicolas Delisle (Frankrike, 1688–1768)
- Eugène Joseph Delporte (Belgien, 1882–1955)
- Alexander J. Dessler (USA, 1928– )
- Robert Dicke (USA, 1916–1997)
- Ewine van Dishoeck (Nederländerna, 1955– )
- Herbert Dingle (UK, 1890–1978)
- William Doberck (Danmark, 1852–1941)
- Frank Drake (USA, 1930– )
- Henry Draper (USA, 1837–1882)
- Raymond Smith Dugan (USA, 1878–1940)
- Petar Đurković (Serbien, 1908–1981)
- Wilhelm Döllen (Ryssland, 1820–1897)

## E
- Cornelius Easton (Nederländerna, 1864–1929)
- Arthur Eddington (England, 1882–1944)
- Bengt Edlén (Sverige, 1906–1993)
- Sigurd Einbu (Norge, 1866–1946)
- Eise Eisinga (Nederländerna, 1744–1828)
- Arne Ekman (Sverige, 1945– )
- Robert Emden (Tyskland, 1862–1940)
- Johann Franz Encke (Tyskland, 1791–1865)
- Vasilij Engelgardt (Ryssland, 1828–1915)
- Rudolf Engelmann (Tyskland, 1841–1888)
- Eratosthenes (Alexandria, 276 f.Kr.–194 f.Kr.)
- Eudoxos (Knidus, cirka 408 f.Kr.–cirka 347 f.Kr.)

## F
- Sandra Faber (USA, 1944– )
- David Fabricius (Nederländerna, 1564–1617)
- Johannes Fabricius (Nederländerna, 1587–1615)
- Anders Falck (Sverige, 1740–1796)
- Ruy Faleiro (Portugal, 1480-talet–1523)
- Hervé Faye (Frankrike, 1814–1902)
- Bengt Ferner (Sverige, 1724–1802)
- James Ferguson (USA, 1797–1867)
- Walter Ferreri (Italien, 1948– )
- Mario A. Ferrero (Italien, 1904–1965)
- Filolaos (Kroton, runt 430 f.Kr.)
- Debra Fischer (USA, 1953– )
- Camille Flammarion (Frankrike, 1842–1925)
- John Flamsteed, (England, 1646–1719)
- Williamina Fleming (USA, 1857–1911)
- Wilhelm Foerster (Tyskland, 1832–1921)
- Alfred Fowler (Storbritannien, 1868–1940)
- William Fowler (USA, 1911–1995)
- Dale Frail (Kanada, 1961– )
- Joseph von Fraunhofer (Tyskland, 1787–1826)
- Ragnar Furuhjelm (Finland, 1879–1944)
- Toshimasa Furuta (Japan, ?)

## G
- Galileo Galilei (Italien, 1564–1642)
- Jean Felix Gambart (Frankrike, 1800–1836)
- Johann Gottfried Galle (Tyskland, 1812–1910)
- George Gamow (Ryssland / USA, 1904–1968)
- Aleksej Ganskij (Ryssland, 1870–1908)
- Pierre Gassendi (Frankrike, 1592–1655)
- Carl Friedrich Gauss (Tyskland, 1777–1855)
- Tom Gehrels (Nederländerna / USA, 1925–2011)
- Hendrik van Gent (Nederländerna, 1899–1947)
- Riccardo Giacconi (Italien, 1931– )
- David Gill (England, 1843–1914)
- Alan C. Gilmore (Nya Zeeland, 1944– )
- Sergej Glazenap (Ryssland, 1848–1937)
- Wilhelm Gliese (Tyskland, 1915–1993)
- Thomas Gold (Österrike, 1920–2004)
- Hermann Mayer Salomon Goldschmidt (Tyskland, 1802 – 1866)
- Paul Goldsmith (USA, 1948– )
- François Gonnessiat (Frankrike, 1856–1934)
- Spiridon Gopčević (Österrike, 1855–1928)
- Stephen Gray (Storbritannien, 1666–1736)
- Xu Guangqi (Kina, 1562–1633)
- Edmund Gunter (Storbritannien, 1581–1626)
- Alan Guth (USA, 1947– )
- Paul Guthnick (Tyskland, 1879–1947)
- Walter Gyllenberg (Sverige, 1886–1952)
- Christian Gärtner (Tyskland, 1705–1782)
- Paul Götz (Tyskland, 1883–1962)

## H
- Alan Hale (USA, 1958– )
- George Ellery Hale (USA, 1868–1938)
- Asaph Hall (USA, 1829–1907)
- Edmond Halley (England, 1656–1742)
- Christopher Hansteen (Norge, 1784–1873)
- Karl Ludwig Harding (Tyskland, 1765–1834)
- Béla Harkányi (Ungern, 1869–1932)
- William Harkness (USA, 1837–1903)
- Guillermo Haro (Mexiko, 1913–1988)
- William Hartmann (USA, 1939– )
- Edward R. Harrison (USA, 1919–2007)
- Paul Harzer (Tyskland, 1857–1932)
- Stephen Hawking (England, 1942–2018)
- Otto Heckmann (Tyskland, 1901–1983)
- Bengt Hedræus (Sverige, 1608–1659)
- Veikko Heiskanen (Finland, 1895–1971)
- Joseph Helffrich (Tyskland, 1890–1971)
- Eleanor F. Helin (USA, 1932–2009)
- Anders Hellant (Sverige, 1717–1789)
- Thomas Henderson (Skottland, 1798–1844)
- Zhang Heng (Kina, 78–139)
- Paul-Pierre Henry (Frankrike, 1848–1905)
- Prosper-Mathieu Henry (Frankrike, 1949–1903)
- Herakleides från Pontos (Grekland), 388 f.Kr.–315 f.Kr.
- George Herbig (USA, 1920– )
- Caroline Herschel (England, 1750–1848)
- John Herschel (England, 1792–1871)
- William Herschel (England, 1738–1822)
- Ejnar Hertzsprung (Danmark, 1873–1967)
- Elisabetha Hevelius (Tyskland, 1647–1693)
- Antony Hewish (England, 1924– )
- Hipparchos (Nicaea, cirka 190 f.Kr.–120 f.Kr.)
- Adolphe Hirsch (Tyskland, 1830–1901)
- Olof Petrus Hjorter (Sverige, 1696–1750)
- Cuno Hoffmeister (Tyskland, 1892–1968)
- Christian Horrebow (Danmark, 1718–1776)
- Fred Hoyle (England, 1915–2001)
- Edwin Powell Hubble (USA, 1889–1953)
- William Huggins (USA, 1824–1910)
- Russell Alan Hulse (USA, 1950– )
- Joseph Hunaerts (Belgien, 1912–1979)
- William J. Hussey (USA, 1862–1926)
- Christiaan Huygens (Nederländerna, 1629–1695)
- Susanne Höfner (Sverige, 1967– )

## I
- I Sin (Kina, 683–727)
- Silvester II (Frankrike, 945–1003)
- Kustaa Inkeri (Finland, 1908–1997)
- Shigeru Inoda (Japan, 1955–2008)
- Miguel Itzigsohn (Argentina, 1908–1978)
- Nikolaj Ivanov (Sovjetunionen / Ryssland)
- Violeta G. Ivanova (Bulgarien, ?– )

## J
- Cyril V. Jackson (Sydafrika, 1903–1988)
- Karl Guthe Jansky (USA, 1905–1950)
- Pierre Jules César Janssen (Frankrike, 1824–1907)
- Poul Jensen (Danmark, ?– )
- David C. Jewitt (Storbritannien, 1958– )
- Ernest Leonard Johnson (Sydafrika, ?–1977)

## K
- Franz Heinrich Kaiser (Tyskland, 1891–1962)
- Watari Kakei (Japan, 1947– )
- Jacobus Kapteyn (Nederländerna, 1851–1922)
- Nikolaj Kardasjev (Ryssland, 1932– )
- Edith Kellman (USA, 1911–2007)
- Paul Kempf (Tyskland, 1856–1920)
- Johannes Kepler (Tyskland, 1571–1630)
- Omar Khayyam (Persien, 1048–1122)
- Kidinnu (Babylonien, cirka 400 f.Kr.–310 f.Kr.)
- Christine Kirch (Tyskland, 1696–1782)
- Daniel Kirkwood (USA, 1814–1895)
- Arnold R. Klemola (USA, 1931–2019)
- Wilhelm Klinkerfues (Tyskland, 1827–1884)
- Viktor Knorre (Ryssland, 1840–1919)
- Kirsten Kraiberg Knudsen (Danmark, 1976– )
- Arnold Kohlschütter (Tyskland, 1883–1969)
- August Kopff (Tyskland, 1882–1960)
- Sergej Kostinskij (Ryssland, 1867–1936)
- Rubina Kotak (Tanzania, 1975–)
- Charles T. Kowal (USA, 1940–2011)
- Nicolaus Kratzer (Tyskland, 1487–1550)
- Gerard Kuiper (Nederländerna, USA, 1905–1973)
- György Kulin (Ungern, 1905–1989)
- Shen Kuo (Kina, 1031–1095)
- Nikolaj E. Kurotjkin (Sovjetunionen / Ryssland, 1923–2003)
- Yoshio Kushida (Japan, 1957– )
- Torvald Køhl (Danmark, 1852–1931)
- Radó Kövesligethy (Ungern, 1862–1934)

## L
- Nicolas Louis de Lacaille (Frankrike, 1713–1762)
- Claes-Ingvar Lagerkvist (Sverige, 1944– )
- Joseph-Louis Lagrange (Frankrike, 1736–1813)
- Marguerite Laugier (Frankrike, 1896–1976)
- Joseph Jérôme Lefrançois de Lalande (Frankrike, 1732–1807)
- Joanny-Philippe Lagrula (Frankrike, 1870–1941)
- Marie-Jeanne de Lalande (Frankrike, 1760–1832)
- Johann Heinrich Lambert (Frankrike / Tyskland, 1728–1777)
- Pierre Simon Laplace (Frankrike, 1749–1827)
- William Lassell (England, 1799–1880)
- Henrietta Swan Leavitt (USA, 1868–1921)
- Georges-Henri Lemaitre (Belgien, 1894–1966)
- Pierre Charles Lemonnier (Frankrike, 1715–1799)
- Urbain Jean Joseph Leverrier (Frankrike, 1811–1877)
- David H. Levy (Kanada, 1948– )
- Anders Johan Lexell (Finland, 1740–1784)
- Anders Lidtgren (Sverige, 1729–1815)
- William Liller (USA, 1927– )
- Bertil Lindblad (Sverige, 1895–1965)
- Peter Linde (Sverige, 1951–)
- Arvid Lindhagen (Sverige, 1856–1926)
- Norman Lockyer (Storbritannien, 1836–1920)
- Karl Julius Lohnert (Tyskland, 1885–1944)
- Christen Longomontanus (Danmark, 1562–1647)
- Elias Loomis (USA, 1811–1889)
- Álvaro López-García (Spanien, 1941– )
- Karl Wilhelm Lorenz (Tyskland, 1886–1918)
- Bernard Lovell (Storbritannien, 1913–2012)
- Percival Lowell (USA, 1855–1916)
- Karl Theodor Robert Luther (Tyskland, 1822–1900)
- Bernard Lyot (Frankrike, 1897–1952)
- Conrad Lönnqvist (Sverige, 1889–1969)

## M
- Meton (Grekland, 400-talet f.Kr.)
- Adriaan van Maanen (USA, 1884–1946)
- Thomas Maclear (Storbritannien, 1794–1879)
- Dmitrij Maksutov (Ryssland, 1896–1964)
- Giacomo Filippo Maraldi (Frankrike / Italien, 1665–1729)
- Adolf Marcuse (Tyskland, 1860–1930)
- Simon Marius (Tyskland, 1573–1624)
- Beniamin Margarjan (Sovjetunionen, 1913–1985)
- Albert Marth (Tyskland, 1828–1897)
- Adam Massinger (Tyskland, 1888–1914)
- Pierre Louis Moreau de Maupertuis (Frankrike, 1698–1759)
- Alain Maury (Frankrike, 1958– )
- Antonia Maury (USA, 1866–1952)
- Brian May (Storbritannien, 1947– )
- Tobias Mayer (Tyskland, 1723–1762)
- Robert H. McNaught (Storbritannien, 1956– )
- Pierre François André Méchain (Frankrike, 1744–1804)
- Daniel Melanderhjelm (Sverige, (1726–1810)
- Charles Messier (Frankrike, 1730–1817)
- Joel Hastings Metcalf (USA, 1866–1925)
- Adriaan Metius (Nederländerna, 1571–1635)
- Elia Millosevich (Italien, 1848–1919)
- Arthur Milne (Storbritannien, 1896–1950)
- Jessica Mink (USA, 1951– )
- Rudolph Minkowski (Tyskland, 1895–1976)
- Amédée Mouchez (Frankrike, 1821–1892)
- Antonín Mrkos (Tjeckien, 1918–1996)
- Carl Mundt (Danmark, 1802–1873)
- Osamu Muramatsu (Japan, 1949– )
- Johannes Müller (Tyskland, 1436–1476)
- Johann Heinrich von Mädler, (Tyskland, 1794–1874)
- August Ferdinand Möbius (Tyskland, 1790–1868)

## N
- Nabu-rimanni (Babylonien, cirka 560 f.Kr.–480 f.Kr.)
- Orlando A. Naranjo (Venezuela, 1951– )
- Grigorij Neujmin (Ryssland, 1885–1946)
- Simon Newcomb (USA, 1835–1909)
- Isaac Newton (England, 1643–1727)
- Victor Nielsen (Danmark, 1855–1918)
- Peter Nilson (Sverige, 1937–1998)
- Nils Nordenmark (Sverige, 1867–1962)
- Åke Nordlund (Sverige, 1947– )
- Zacharias Nordmark (Sverige, 1751–1828)
- Andrew J. Noymer (USA, 1971– )

## O
- Heinrich Wilhelm Olbers (Tyskland, 1758–1840)
- Jan Hendrik Oort (Nederländerna, 1900–1992)
- Samuel Oppenheim (Österrike, 1857–1928)
- Barnaba Oriani (Italien, 1752–1832)
- Yoshiaki Oshima (Japan, 1952– )
- Liisi Oterma (Finland. 1915–2001)

## P
- Praskovjya Parchomenko (Sovjetunionen / Ryssland, 1886–1970)
- André Patry (Frankrike, 1902–1960)
- Cecilia Payne-Gaposchkin (Storbritannien, 1900–1979)
- Ruby Payne-Scott (Australien, 1912–1981)
- Benjamin Peirce (USA, 1809–1880)
- Asta Pellinen-Wannberg (Sverige, 1953– )
- Roger Penrose (England, 1931– )
- Arno Penzias (Tyskland, 1933– )
- Thomas Pereira (Portugal, 1645–1708)
- Saul Perlmutter (USA, 1959– )
- Carina Persson (Sverige, 1965– )
- Bruno Peter (Tyskland, 1853–1911)
- George Henry Peters (USA, 1863–1947)
- Giuseppe Piazzi (Italien, 1746–1826)
- Jean Picard (Frankrike, 1620–1682)
- Edward Charles Pickering (USA, 1846–1919)
- Nathaniel Pigott (Storbritannien, 1725–1804)
- Abraham Pihl (Norge, 1756–1821)
- Phil Plait (USA, 1964– )
- Petrus Plancius (Nederländerna, 1552–1622)
- Anders Planman (Finland, 1724–1803)
- Émile Plantamour (Schweiz, 1815–1882)
- Christian Pollas (Frankrike, 1947– )
- Adalbert Prey (Österrike, 1873–1949)
- Richard Proctor (England, 1837–1888)
- Milorad B. Protić (Serbien, 1911–2001)
- Klaudios Ptolemaios (Egypten, cirka 85–165)
- Pierre Puiseux (Frankrike, 1855–1928)

## Q
- Okuro Oikawa (Japan, 1898–1980)
- Adolphe Quételet (Belgien, 1796–1874)
- Didier Queloz (Schweiz, 1966– )

## R
- David L. Rabinowitz (USA, 1960– )
- René Racine (Kanada, 1939– )
- Rodolphe Radau (Frankrike, 1835–1911)
- Grote Reber (USA, 1911–2002)
- Johannes Regiomontanus (Johannes Müller, Tyskland, 1436–1476)
- Lars Regnér (Sverige, 1746–1810)
- Erasmus Reinhold (Ryssland / Tyskland, 1511–1553)
- Guy Reiss (Frankrike, 1904–1964)
- Joseph Rheden (Österrike-Ungern, 1873–1946)
- Giovanni Battista Riccioli (Italien, 1598–1671)
- Annibale Riccò (Italien, 1844–1919)
- Adam Riess (USA, 1969– )
- Fernand Rigaux (Belgien, 1902–1962)
- Édouard Roche (Frankrike, 1820–1883)
- Elizabeth Roemer (USA, 1929–2016)
- Ole Rømer (Danmark, 1644–1710)
- Per Rosén (Sverige, 1838–1914)
- Curt Roslund (Sverige, 1930–2013)
- Bruno Rossi (Italien, 1905–1993)
- Vera Rubin (USA, 1928–2016)
- Henry Norris Russell (USA, 1877–1957)
- Marie Rådbo (Sverige, 1946– )

## S
- Edward Sabine (Storbritannien, 1788–1883)
- Carl Sagan (USA, 1934–1996)
- Edwin Salpeter (Österrike / Australien / USA, 1924–2008)
- Allan Sandage (USA, 1926–2010 )
- Caterina Scarpellini (Italien, 1808–1873)
- Alexandre Schaumasse (Frankrike, 1882–1958)
- Christoph Scheiner (Tyskland, 1575–1650)
- Nils Schenmark (Sverige, 1720–1788)
- Bernhard Schmidt (Estland / Sverige / Tyskland, 1879–1935)
- Maarten Schmidt (Nederländerna, 1929– )
- Alfred Schmitt (Frankrike, 1907–1973)
- Richard Schorr (Tyskland, 1867–1951)
- Johann Hieronymus Schröter (Tyskland, 1745–1816)
- Karl Schwarzschild (Tyskland, 1873–1916)
- Friedrich Karl Arnold Schwassmann (Tyskland, 1870–1964)
- Eduard Schönfeld (Tyskland, 1828–1891)
- Sara Seager (Kanada / USA, 1971– )
- Angelo Secchi (Italien, 1818–1878)
- Tsutomu Seki (Japan, 1930– )
- Nils Haqvin Selander (Sverige, 1804–1870)
- Carl Keenan Seyfert (USA, 1911–1960)
- Harlow Shapley, (USA, 1885–1972)
- Iosif Samuilovich Shklovsky (Ryssland, 1916–1985)
- Carolyn S. Shoemaker (USA, 1929– )
- Willem de Sitter (Nederländerna, 1872–1934)
- Grigorij Sjajn (Ryssland / Sovjetunionen, 1892–1956)
- Pelageja Sjajn (Ryssland / Sovjetunionen, 1894–1956)
- Evgenij Fjodorovitj Skvortsov (Ryssland / Sovjetunionen, 1882–1952)
- Vesto Slipher (USA, 1875–1969)
- Willebrord Snell (Nederländerna, 1580–1626)
- Josep Comas i Solà (Spanien, 1868–1937)
- David Spergel (USA, 1961– )
- Anton Staus (Tyskland, 1872–1955)
- Victor J. Stenger (USA, 1935–2014)
- Édouard Stephan (Frankrike, 1837–1923)
- Edward James Stone,  (Storbritannien, 1831–1897)
- Ormond Stone (USA, 1848–1933)
- Vsevolod Stratonov (Ryssland, 1869–1938)
- Friedrich Georg Wilhelm von Struve (Tyskland / Ryssland, 1793–1864)
- Otto Struve (Ryssland, USA, 1897–1963)
- Otto Wilhelm von Struve (Ryssland, 1819–1905)
- Bengt Strömgren (Danmark, 1908–1987)
- Elis Strömgren (Sverige, 1870–1947)
- Atsushi Sugie (Japan, 1988– )
- Maria Sundin (Sverige, 1965–)
- Anita Sundman (Sverige, 1942–2010)
- Rashid Sunyaev (Tyskland, 1943– )
- August Svedstrup (Danmark, 1853–1893)
- Rafael Suvanto (Finland, 1909–1940)
- Frédéric Sy (Frankrike, 1861–?)

## T
- Pietro Tacchini (Italien, 1838–1905)
- Atsushi Takahashi (Japan, 1955– )
- Nils Tamm (Sverige, 1876–1957)
- Joseph Taylor (USA, 1941– )
- Robert Thalén (Sverige, 1827–1905)
- David J. Tholen (USA, 1955– )
- Norman G. Thomas (USA, 1930– )
- Kip Thorne (USA, 1940– )
- Timocharis (Grekland, ca 320 f. Kr.–ca 260 f. Kr.)
- Beatrice Tinsley (Nya Zeeland, 1941–1981)
- Ljudmila Tjernych (Sovjetunionen / Ryssland, 1935–2017)
- Nikolaj Tjernych (Sovjetunionen / Ryssland, 1931–2004)
- Clyde Tombaugh (USA, 1906–1997)
- Carlos R. Torres (Chile, 1929–2001)
- Edward Troughton (Storbritannien, 1753–1835)
- Étienne Léopold Trouvelot (Frankrike, 1827–1895)
- Chad Trujillo (USA, 1973– )
- Robert Trumpler (USA, 1886–1956)
- Vitold Tseraskij (Ryssland, 1849–1925)

## U
- Ulugh Beg (Timuridiska Iran, 1394–1449)
- Seiji Ueda (Japan, 1952– )

## V
- Yrjö Väisälä (Finland, 1891–1971)
- Jacques Vallée (Frankrike, 1939– )
- Benjamin Valz (Frankrike, 1787–1867)
- Beatriz Villarroel (Sverige, 1984– )
- James Van Allen (USA, 1914–2006)
- Hermann Carl Vogel (Tyskland, 1841–1907)
- Luigi Volta (Italien, 1876–1952)

## W
- Arno Arthur Wachmann (Tyskland, 1902–1990)
- Åke Wallenquist (Sverige, 1904–1994)
- Bernhard Walther (Tyskland, 1430–1504)
- Pehr Wargentin (Sverige, 1717–1783)
- Birger Wassenius (Sverige, 1687–1771)
- Zdeňka Vávrová (Tjeckien, 1945– )
- Godefroy Wedelin (Belgien, 1580–1667)
- Edmund Weiss (Österrike, 1837–1917)
- Carl Friedrich von Weizsäcker (Tyskland, 1912–2007)
- Richard West (Danmark, 1941– )
- John Wheeler (USA, 1911–2008)
- Fred Whipple (USA, 1906–2004)
- Robert J. Whiteley (USA, 1971– )
- August Wijkander (Sverige, 1849–1913)
- Paul Wild (Schweiz, 1925–2014)
- Albert G. Wilson (USA, 1918–2012)
- Robert Wilson (USA, 1936– )
- Anna Winlock (USA, 1857–1904)
- Carl Alvar Wirtanen (USA, 1910–1990)
- Carl Gustav Witt (Tyskland, 1866–1946)
- Eduard Vogel (Tyskland, 1829–1856)
- Charles Wolf (Frankrike, 1827–1918)
- Maximilian Wolf (Tyskland, 1863–1932)
- Rudolf Wolf (Schweiz, 1816–1893)
- Aleksander Wolszczan (Norge, 1946– )
- Harry Edwin Wood (Storbritannien, 1881–1946)
- Christopher Wren (Storbritannien, 1632–1723)
- Thomas Wright (Storbritannien, 1711–1786)
- Arne Wyller (Norge, 1927–2001)

## Y
- Yajnavalkya (Indien, omkring 900 f vt)
- Charles Augustus Young (USA, 1834–1908)

## Z
- Abraham Zacuto (Spanien, ?–1515)
- Jakov Zeldovitj (Sovjetunionen, 1914–1987)
- Wang Zhenyi (Kina, 1768–1797)
- Beniamin Zjechovskij (Ryssland / Frankrike, 1881–1975)
- Fritz Zwicky (Schweiz, USA, 1898–1974)

## Å
- Anders Ångström (Sverige, 1814–1874)

## Ö
- Yngve Öhman (Sverige, 1903–1988)
- Victor Ölander (Finland, 1897–1973)